# كابيزون دي فالديرادوي
كابيزون دي فالديرادوي (بالإسبانية: Cabezón de Valderaduey)‏ هي بلدية تقع في مقاطعة بلد الوليد، قشتالة وليون، إسبانيا. وفقًا لتعداد عام 2004 (المعهد الوطني للإحصائيات)، يبلغ عدد سكان البلدية 53 نسمة.